# Stoborani
Stoborani (cyr. Стоборани) – wieś w Bośni i Hercegowinie, w Republice Serbskiej, w gminie Han Pijesak. W 2013 roku liczyła 47 mieszkańców.